# La Colombe (Manica)
La Colombe è un comune francese di 664 abitanti situato nel dipartimento della Manica nella regione della Normandia.

## Società

### Evoluzione demografica
Abitanti censiti